# Šentjakob, Ruda
Šentjakob (nemško St. Jakob) je naselje v Občini Ruda v Okraju Velikovec na Koroškem v Avstriji.